# 파크남포 NSRU FC
파크남포 NSRU FC (Thai: สโมสรฟุตบอลปากน ้ำโพ)는 나콘사완에 연고를 둔 태국 축구 클럽이다. 클럽은 현재 pl 2018 태국 아마추어 리그 북부 지역에 소속되어 있다.